# Сильвергельм
Сильвергельм (швед. Silfverhielm) — дворянский род.
Грамотой Шведской королевы Ульрики Элеоноры, от 30 апреля 1719 года, генерал-лейтенант (впоследствии генерал-фельдмаршал) Геран Сильвергельм (1681—1737) возведен, с нисходящим его потомством, в баронское достоинство королевства Шведского.
Род потомков его: Карла-Адама, Густава-Адольфа, Герана-Фридриха и Эриха баронов Сильвергельм внесен, 18 / 30 января 1818 года, в матрикул Рыцарского Дома Великого Княжества Финляндского, в число родов баронских, под № 7.
- Густав Карлович Сильвергельм (Gustaf Adolf; 1799—1864) — военный топограф, оберквартирмейстер при генерал-губернаторе Западной Сибири, генерал-майор

## Описание герба
по Долгорукову
Щит разделён на 4 части. В 1-й части, в голубом поле, серебряный полумесяц рогами вверх, и над ним золотая шестиугольная звезда. Во 2-й части, в золотом поле, диагональная голубая полоса от правого верхнего угла к нижнему левому, и семь золотых шаров, три направо от полосы и четыре налево. В 3-й части, в золотом же поле, красная башня, окружённая тремя голубыми шарами. В 4-й части, в голубом поле, два меча, крестообразно, остриями вверх, и между ними серебряная сумка. Посреди герба красный щиток, в котором две лавровых золотых ветви, крестообразно, и между ними серебряный дворянский шлем.
На щите баронская корона, и по бокам её два шлема с баронскими же коронами. На правом шлеме поставлен серебряный молоток между двумя лавровыми ветвями; из левого шлема выходить вправо обращённый лев, держащий в лапах меч, продетый сквозь лавровый венок. Намёт серебряный и золотой, подложенный красным и голубым.